# Jesús Langarica Olagüe
Jesús Langarica Olagüe OFMCap (* 12. Januar 1912 in Egüés; † 29. Januar 2009) war ein spanischer römisch-katholischer Ordensgeistlicher und Apostolischer Präfekt von Aguarico in Ecuador.

## Leben
Jesús Langarica Olagüe trat der Ordensgemeinschaft der Kapuziner bei. Er legte am 15. August 1929 die erste und am 9. Juni 1935 die ewige Profess ab. Am 12. April 1936 empfing er das Sakrament der Priesterweihe. Von 1958 bis 1961 und von 1966 bis 1969 fungierte Langarica Olagüe als Superior der Kapuzinerkustodie in der Apostolischen Präfektur Aguarico. Papst Paul VI. bestellte ihn am 26. Juni 1970 zum Apostolischen Präfekten von Aguarico.
1982 trat Langarica Olagüe als Apostolischer Präfekt von Aguarico zurück.